# أشباه المفاعيل
أشباه المفاعيل هي أسماء أربعة، وهي: الحال، التمييز، المستثنى، المنادى. سُميَت بهذا الاسم لأنها في حالة نصب، على غرار المفاعيل الخمسة: المفعول به، المفعول المطلق، المفعول له، المفعول فيه، المفعول مع. لا تعد مفاعيلًا، ولكن لشبهها مع صفات المفاعيل، تُسمى أشباه مفاعيل.

## الحال
الحال هو وصف منصوب أو في محلِّ نصب، يُذكَر فَضَلةً في الجملة الفعلية لبيان هيئة صاحبه وقت حدوث الفعل.

## التمييز
التمييز هو اسمٌ نكرة يذكر تفسيرًا للمبهم من ذات أو نسبة، يزيل الإبهام عن المميّز.

## المستثنى
الاستثناء هو إخراج الاسم الواقع بعد أداة الاستثناء من الحكم الواقع على ما قبلها.

## المنادى
النداء هو تركيب نحوي يتكون مــن ركنين أساسيين: حرف النداء، والمنادى.